# Fresnay-en-Retz
Fresnay-en-Retz (bretonisch: Onnod-Raez) ist eine Ortschaft und eine Commune déléguée in der französischen Gemeinde Villeneuve-en-Retz mit 1.263 Einwohnern (Stand: 1. Januar 2022) im Département Loire-Atlantique in der Region Pays de la Loire. Die Einwohner werden Fresnaysiens genannt.
Mit Wirkung vom 1. Januar 2016 wurden die Gemeinden Bourgneuf-en-Retz und Fresnay-en-Retz zu einer Commune nouvelle mit dem Namen Villeneuve-en-Retz zusammengelegt. Die Gemeinde Fresnay-en-Retz gehörte zum Arrondissement Saint-Nazaire. 

## Geographie
Fresnay-en-Retz liegt in der Landschaft Pays de Retz an der Grenze zum Département Vendée nahe der Atlantikküste.

## Bevölkerungsentwicklung
| Jahr                       | 1962 | 1968 | 1975 | 1982 | 1990 | 1999 | 2006 | 2013 |
| -------------------------- | ---- | ---- | ---- | ---- | ---- | ---- | ---- | ---- |
| Einwohner                  | 665  | 716  | 759  | 877  | 848  | 859  | 1068 | 1265 |
| Quellen: Cassini und INSEE |      |      |      |      |      |      |      |      |

## Sehenswürdigkeiten
- Kirche Notre-Dame aus dem 17. Jahrhundert
- Schloss La Salle
- Schloss La Noë-Briord